# 马尔科·博德
马尔科·博德（德語：Marco Bode，1969年7月23日—），德国男子足球运动员。他曾代表德国参加2002年国际足联世界杯，及1996年和2000年欧洲足球锦标赛，其中1996年欧洲足球锦标赛获得冠军。